# Poecilostreptus
Poecilostreptus és un gènere d'ocells de la família dels tràupids (Thraupidae).

## Taxonomia
Segons la Classificació del Congrés Ornitològic Internacional (versió 14.2, 2024) aquest gènere està format per dues espècies:
- Tàngara de Cabanis (Poecilostreptus cabanisi Sclater, PL, 1868)
- Tàngara gris-i-daurada (Poecilostreptus palmeri Hellmayr, 1909)